# Blasen
Blasen ist ein Ortsteil der Marktgemeinde Ortenburg im niederbayerischen Landkreis Passau.

## Geographie
Der Weiler liegt etwa einen halben Kilometer nördlich von Göbertsham.
Er besteht aus den drei Höfen Huber, Bartl und Mesner.

## Namensursprung
Blasen wurde 1292 und in der Konskription von 1752 als Wendelkirchen bezeichnet.
Später löste der zu Blasen verschliffene Name der Kirche St. Blasien den ursprünglichen Ortsnamen ab.

## Geschichte
Seit 1292 bestand dort eine kleine Kirche, die Kapelle St. Blasien, die nicht über einen eigenen Priester verfügte, dem Heiligen Blasius geweiht und dem Kloster Fürstenzell zugeordnet war. Blasen wurde dem Kloster einst von den Herren von Rottau geschenkt.
1752 wurden zum damals noch Wendelkirchen genannten Ort auch noch die Einöden Stockinger, Vogelsang und Hager gezählt.
Die Kapelle wurde 1811 nach der Säkularisation abgerissen und das aus dem Abgeriss gewonnene Baumaterial für den Pfarrhof von Höhenstadt verwendet.
1838 wurde der Ort Teil der neugeschaffenen Gemeinde Dorfbach, welche deckungsgleich mit dem bereits 1811 geschaffenen Steuerdistrikt Dorfbach war. Im Zuge der Gemeindegebietsreform kam Dorfbach, und damit auch Blasen, am 1. Juli 1972 zur Gemeinde Ortenburg.
Bei Blasen wurde in den Jahren 1992 bis 1998 im Blasener Wald für 3,1 Millionen Euro eine neue kommunale Trinkwasserversorgungsanlage mit 138 m tief reichendem Brunnen und Hochbehälter für 2000 m³ Wasser gebaut.